# تشارلز ساندرز برس
تشارلز ساندرز برس (بالإنجليزية: Charles Sanders Peirce) (اسم العائلة يُنطق /pɜːrs/) هو فيلسوف وعالم منطق وعالم رياضيات أمريكي، ولد في 10 سبتمبر عام 1839 وتوفي في 19 أبريل عام 1914، يطلق عليه في بعض الأحيان لقب «أب البراغماتية أو العَمَلانِيّة».
كان مهتمًا بعلم المنطق، تلقى تعليمًا يؤهله ليصبح كيميائيًا، وعمل عالمًا مدة 30 عامًا. يحظى برس اليوم بتقدير كبير بسبب مساهماته في كل من المنطق والرياضيات والفلسفة والمنهجية العلمية والسيموطيقا (علم العلامات)، ولتأسيسه للبراغماتية.
رغم أنه مبتكرٌ في الرياضيات وعلم الإحصاء والفلسفة والمنهجية البحثية وعلوم عديدة، يعتبر برس أن كونه عالمًا بالمنطق يطغى على صفاته الأخرى. قدم برس مساهمات مهمة وكبيرة للمنطق، إذ اعتبره شاملًا للكثير مما يُسمى اليوم بعلم المعرفيات أو فلسفة العلوم. ورأى أن المنطق هو الفرع الأساسي للسيموطيقا -التي أسسها- والتي أثارت الجدل بين مؤيدي الوضعانية المنطقية ومؤيدي فلسفة اللغة التي كانت مسيطرة على الفلسفة الغربية في القرن العشرين.
إضافة إلى ذلك، عرف برس مفهوم الاحتمال الاستدلالي، ووصف بدقة الاستقراء الرياضي والاستنتاج الاستنباطي.
رأى في أوائل عام 1886 إمكانية إنجاز العمليات المنطقية عبر دارات التحويل الإلكترونية. اسُتخدمت هذه الفكرة في العقود اللاحقة لإنتاج الحواسيب الرقمية.
في عام 1934، وصف الفيلسوف باول وايس العالم برس أنه «أكثر الفلاسفة الأمريكيين إبداعًا وتنوعًا في المجالات، وأعظم مَن درس علم المنطق مِن الأمريكيين». وذكر معجم ويبستر للسير الشخصية أيضًا عام 1943 أن برس «يُعتبر الآن المفكر الأكثر إبداعًا وأعظم دارسي علم المنطق في عصره». أشار عالم الرياضيات كيث ديفلن أيضًا إلى أنه أحد أعظم الفلاسفة على الإطلاق.

## حياته
وُلد برس في منطقة فيليبس بليس الثالثة في مدينة كامبردج في ولاية ماساتشوستس، هو ابن سارة هانت ميلز وبنجامين برس الذي كان أيضًا أستاذًا في علم الفلك والرياضيات في جامعة هارفارد، وربما أول عالم رياضيات بحثي ذي شأن في أمريكا.
قرأ تشارلز في سن الثانية عشرة نسخة أخيه الأكبر من كتاب عناصر المنطق للكاتب ريتشارد هويتلي، ثم قرأ لاحقًا النص الأساسي لهذا الموضوع باللغة الإنجليزية. لذا بدأ حياته مفتونًا بالمنطق والاستنتاج. حصل على شهادة البكالوريوس في الآداب ثم شهادة الماجستير من جامعة هارفرد عام 1862. في عام 1863، منحته مدرسة لورانس العلمية شهادة البكالوريوس في العلوم، وهي أعلى درجة امتياز بمرتبة الشرف في الكيمياء تمنحها جامعة هارفارد، إلا أن سجله الأكاديمي لم يكن مميزًا فيما عدا ذلك، فهو لم يفلح قط في امتلاك مكانة علمية بناءً على لقبه الأكاديمي.
بدأ في جامعة هارفرد بتكوين صداقاته -التي استمرت مدى الحياة- مع الفلاسفة فرانسيس إلنجود أبوت وتشاونسي رايت وويليام جيمس. كوّن تشارلز ويليام ألين الذي كان أحد معلميه في هارفارد فكرة سلبية عن برس، وكان هذا أمرًا مصيريًا بالنسبة لبرس، إذ إن ألين -الذي كان رئيسًا لجامعة هارفارد (بين عامي 1869-1909، وهي الفترة التي شملت جميع إنجازات برس الحياتية) اعترض على توظيف برس مرارًا وتكرارًا في الجامعة.
عانى برس في أواخر سن المراهقة وما تلاها من حالة عصبية عُرفت آنذاك باسم الألم العصبي الوجهي، الذي يُعرف اليوم باسم ألم العصب ثلاثي التوائم. قال جوزيف برينت -كاتب سيرة حياة برس- إنه عندما كانت تأتيه نوبات الألم «كان يصاب بالذهول نوعًا ما في البداية، ثم ينعزل باردًا مكتئبًا، مرتابًا بشدة، لا يحتمل أدنى حركة، ومرّ أيضًا بموجات عنيفة من اضطراب المزاج». قاده هذا إلى عزلة اجتماعية في حياته اللاحقة.

### أعماله المبكرة
بين عامي 1859 و1891، عمل برس في فترات متقطعة في مجالات علمية مختلفة، وذلك من خلال عمله في وكالة المسح الساحلي للولايات المتحدة الأمريكية، وخليفتها وكالة المسح الساحلي والأرضي للولايات المتحدة الأمريكية، إذ تمتع بحماية أبيه شديد النفوذ حتى وفاة الأخير عام 1880. أعفى هذا العمل برس من المشاركة في الحرب الأهلية الأمريكية؛ إذ كان من غير الملائم أن يفعل ذلك. تعاطف برس مع الولايات الكونفدرالية الأمريكية كما فعلت نخبة مدينة بوسطن.
عمل في المسح بشكل أساسي ضمن مجال علم تقسيم الأرض وقياس الجاذبية الأرضية، وطوّر استخدام النواس في قياس الاختلافات الصغيرة للجاذبية الأرضية في بقعة محددة. اختير برس عضوًا إداريًا مقيمًا في الأكاديمية الأمريكية للآداب والعلوم في يناير عام 1867. أرسله عمله بالمسح إلى أوروبا خمس مرات، وكانت أول مرة عام 1871، إذ كان فردًا من مجموعة أُرسلت لمراقبة الكسوف الشمسي. وسعى هناك إلى البحث عن أغسطس دي مورغان وويليام ستانلي جيفونز وويليام كينغ دنكليفورد، وهم علماء رياضيات بريطانيون ومنطقيون، كان لهم طريقة تفكير خاصة تشبه طريقة تفكيره.
وُظّف برس مساعدًا في مرصد هارفارد الفلكي بين عامي 1869 و 1872، إذ عمل في تحديد مستوى بريق النجوم وشكل مجرة درب التبانة. انتُخب في 20 أبريل عام 1877 عضوًا في الأكاديمية الوطنية للعلوم. واقترح أيضًا في عام 1877 قياس المتر الواحد باعتباره عدة أطوال موجية للضوء ذات ترددات معينة، وهذا هو التعريف المعتمد بين عامي 1960 و 1983.
ازداد إهمال برس للتفاصيل البيروقراطية خلال ثمانينيات القرن التاسع عشر، بينما تضاءلت جودة أعمال المسح الخاصة به وانخفضت دقة توقيتها. استغرق برس سنوات في كتابة تقارير كان يُفترض إنهاؤها في أشهر. وفي ذات الوقت، كتب الآلاف من المقالات لموسعة قاموس القرن بين عامي 1883 و 1909، إذ شملت الفلسفة والمنطق والعلوم ومواضيع أخرى عديدة. وفي عام 1885، برّأته التحقيقات التي أجرتها لجنة أليسون، لكنها أدت إلى إقالة المدير يوليوس هيلجارد والعديد من موظفي المسح الآخرين بسبب إساءة استخدام الأموال العامة. استقال برس من المسح الساحلي عام 1891 بناءً على طلب المشرف توماس كوروينمندنهال.

### جامعة جونز هوبكينز
في عام 1879، عُيّن برس محاضرًا في المنطق في جامعة جونزهوبكينز التي كانت تحوي أقسامًا قويةً في العديد من المجالات التي كانت تثير اهتمامه، مثل الفلسفة (مثل الفيلسوفان جوزيه رويس وجون ديوي اللذان أكملا الدكتوراه في الفلسفة في جامعة هوبكنز) وعلم النفس (علّمه عالم النفس غرانفيل ستانلي هال ودرسه أيضًا عالم النفس جوزيف جاسترو، الذي شارك مع برس في كتابة الدراسة التجريبية لنقاط الاستدلال)، والرياضيات (علّمه عالم الرياضيات جيمس جوزيف سلفستر، الذي أُعجب بأعمال برس في الرياضيات والمنطق). تضمنت دراساته في المنطق التي أجراها مع أعضاء من جامعة جونز هوبكنز عام 1883 أعمالًا له ولآلان ماركواند وكريستين لاد وبنجامين إيفز جيلمان وأوسكار هوارد ميتشيل، إذ كان العديد منهم من طلاب الدراسات العليا. كان منصبه غير المثبت في جامعة هوبكينز هو المنصب الأكاديمي الوحيد الذي شغله على الإطلاق.
وثقت مستندات برينت أشياء لم يشك بها برس، ألا وهي جهود برس الكبيرة التي بذلها في الحصول على عمل أكاديمي وعلى اعتراف واحترام علميين، والتي أُحبطت مرارًا وتكرارًا بسبب وجود خصم له في ذلك الوقت، وهو العالم الأمريكي الكندي سايمون نيوكومب. أُحبطت جهوده أيضًا بسبب ما وصفته مستندات برينت أنه شخصية صعبة. على عكس ذلك، آمن كيث ديفلن أن عمل برس كان سابقًا لعصره حتى يُقدر من قبل المؤسسة الأكاديمية اليوم، الأمر الذي لعب دورًا كبيرًا في عدم حصوله على منصب ثابت.
عملت حياة برس الشخصية بالتأكيد ضد نجاحه المهني. وبعد زوجته الأولى هاريت مليوزينا فاي («زينة») التي تركته عام 1875 -ومع أنه ما يزال متزوجًا من الناحية القانونية- أُغرم بجولييت التي أعطيت كنًى مختلفة مثل فرويسي وبورتالاي، ومع أنها كانت تتكلم اللغة الفرنسية، إلا أن جنسيتها غير معروفة تمامًا. عندما أصبح طلاقه من زينة نهائيًا عام 1883، تزوج من جولييت. وفي نفس العام، نوه نيوكومب لإدارييّ جامعة جونز هوبكينز أن برس كان يعيش ويسافر مع امرأة لم يكن متزوجًا منها بينما هو موظف في هوبكنز، وأدت تلك الفضيحة لإقالته في يناير عام 1884. سعى برس على مدى سنوات للحصول على توظيف أكاديمي في جامعات متعددة لكن دون جدوى. ولم يُنجب أطفالًا من كلا الزواجين.

## روابط خارجية
- تشارلز ساندرز برس على موقع الموسوعة البريطانية (الإنجليزية)
- تشارلز ساندرز برس على موقع إن إن دي بي (الإنجليزية)